# Henri Louis Marie de Rohan

Wappen Rohan-Guéméné

 Henri Louis Marie de Rohan, Duc de Montbazon, Prince de Guéméné (* 31. August 1745 in Paris; † 24. April 1809 in Prag) war ein französischer Adliger, der in kaiserlich-österreichische Dienste übertrat.

## Biographie

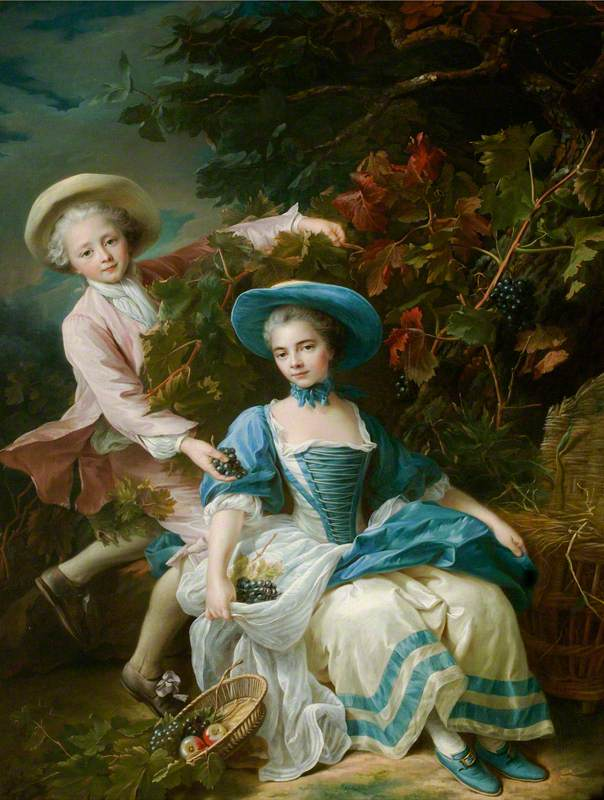
Die Prinzen Guéméné 1757, Henri Louis links im Bild. Porträt von François-Hubert Drouais.

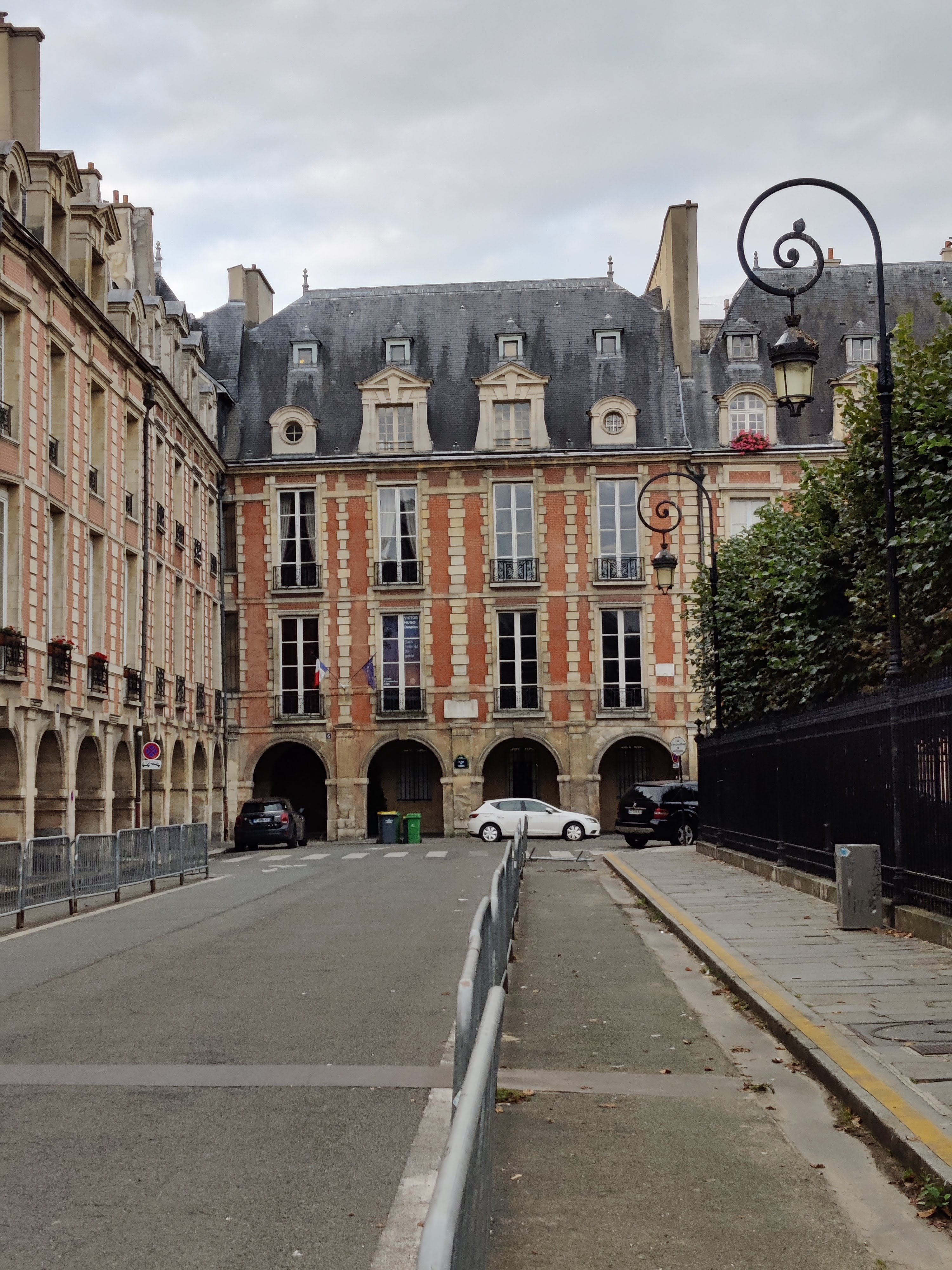
Das Hôtel de Rohan-Guémené, Place des Vosges

### Herkunft
Henri Louis Marie de Rohan, war der einzige (legitime) Sohn des Jules-Hercule-Mériadec de Rohan-Guéméné (1726–1788) und der Marie Louise de La Tour d’Auvergne (1725–1793).
Er war sein Leben lang unter dem Titel Prince de Guéméné bekannt, selbst nachdem er 1788 den Rang des Duc de Montbazon vom Vater ererbte. Man nannte ihn auch Prince de Rohan-Guéméné.
Er wurde 1767 zum Capitaine-lieutenant (höchster Offiziersrang) der Gendarmes de la garde und 1775 zum Großkammerherr von Frankreich. 1780 wurde er zum Brigadier des armées du Roi befördert.

### Der Bankrott der Rohan-Guémené
Wie sein Vater lebte er im Hôtel de Rohan-Guémené an der Place des Vosges und neigte zu einem extrem verschwenderischen Lebensstil, der zu den 33 Millionen Livre Schulden beitrug, deren Liquidation sich bis 1792 hinzog und zum Verlust von Ämtern und Aufgaben bei Hofe führte.

### Emigration
Während seine Gattin in Frankreich blieb, emigrierte Henri-Louis zu Zeiten der französischen Revolution in die Schweiz, dann nach Deutschland und nach Österreich. Er diente in der kaiserlich-österreichischen Armee. Kaiser Franz von Österreich verlieh ihm 1808 den Titel einen Prinzen. Einige Monate darauf starb Henri-Louis in Prag. Seine Nachkommen blieben größtenteils im Kaisertum Österreich ansässig und brachten dort den noch heute blühenden Zweig der Familie hervor.

### Familie und Nachfahren
Er heiratete in Paris, in der Kirche Saint-Jean-en-Grève, am 15. Januar 1761 Victoire-Armande-Josèphe de Rohan, Tochter des Charles de Rohan, prince de Soubise und der Anna Theresa von Savoyen. Victoire war am 28. Dezember 1743 in Paris geboren, und starb am 20. September 1807 ebendort. Der Ehevertrag war am 13. Januar 1761 geschlossen worden.
Das Paar hatte einige Nachkommen:
- Charlotte-Victoire-Josèphe-Henriette de Rohan (1761–1771);
- Charles Alain Gabriel de Rohan (1764–1836), Herzog von Montbazon; ⚭ 1781 Louise-Aglaé de Conflans d'Armentières (1763–1819)
  - Bertha (4. Mai 1782 – 22. Februar 1841); ⚭ 1802 ihren Onkel Louis Victor Mériadec de Rohan (1766–1846) geheiratet, ohne Nachkommen
- Marie-Louise-Joséphine de Rohan (1765–1839); ⚭ 1780 ihren Cousin Charles Louis Gaspard de Rohan-Rochefort (1765–1843); Nachkommen in männliche Linie durch Urenkel Alain Benjamin Arthur de Rohan (* 8. Januar 1853 in Budapest; † 23. Februar 1914 in Prag)
- Louis Victor Mériadec de Rohan (1766–1846), duc de Bouillon; ⚭ 1802 Bertha, ohne Nachkommen;
- Jules-Armand-Louis de Rohan (1768–1836); ⚭ 1800, geschieden 1805, Wilhelmine Biron von Kurland, Duchesse de Sagan, ohne Nachkommen.